# Cynoglossum capusii
Cynoglossum capusii là loài thực vật có hoa trong họ Mồ hôi. Loài này được (Franch.) Pazij mô tả khoa học đầu tiên năm 1961.